# أل جارديللا
أل جارديللا (بالإنجليزية: Al Gardella)‏ هو لاعب كرة قاعدة أمريكي، ولد في 11 يناير 1918، وتوفي في 10 سبتمبر 2006 في كورال سبرنغز في الولايات المتحدة.

## وصلات خارجية
- أل جارديللا على موقعبيزبول رفرنس.كوم (الدوري الرئيسي) (الإنجليزية)
- أل جارديللا على موقع جمعية أبحاث البيسبول الأمريكية (الإنجليزية)